# Тут наш будинок
«Тут наш дім» (рос. «Здесь наш дом») — радянський художній фільм 1973 року режисера  Віктора Соколова. Виробнича драма за п'єсою Ігнатія Дворецького «Людина зі сторони».

## Сюжет
На посаду начальника цеху найбільшого ленінградського заводу — Іжорского — запрошується інженер-ливарник з провінції Олексій Чешков. Він відкрито вступає в боротьбу з демагогією, показухою, штурмівщиною і, в кінцевому підсумку, перемагає.

## У ролях
- Володимир Заманський —  Олексій Георгійович Чешков, начальник цеху
- Петро Вельямінов —  Гліб Миколайович Рябінін, інженер
- Василь Меркур'єв —  Гаврило Романович Полуектов, начальник відділу
- Всеволод Санаєв —  Олександр Євгенович Плужин, директор заводу
- Олег Жаков —  Грамоткін, колишній начальник цеху
- Олександр Борисов —  Пухов, начальник корпусу
- Армен Джигарханян —  Захар Леонідович Манагаров, заступник Чешкова
- Ірина Мірошниченко —  Ніна Василівна Щоголева, начальник планового відділу
- Ганна Алексахіна —  дочка Чешкова
- Наталія Зоріна —  Лєночка
- Світлана Карпінська —  гостя на ювілеї
- Борис Коковкін —  парторг цеху
- Леонід Неведомський —  Костянтин Костянтинович Турочкін, новий секретар міськкому
- Марк Нікельберг —  Геннадій Олексійович
- Федір Одиноков —  Федір Іванович Рижухін, начальник корпусу
- Іван Соловйов —  Сергій Володимирович, секретар міськкому по промисловості
- Георгій Тейх —  Георгій Миколайович
- Валентина Чемберг —  секретарка
- Володимир Еренберг —  В'ячеслав Сергійович, начальник корпусу

## Знімальна група
- Режисер:  Віктор Соколов
- Автори сценарію:  Ігнатій Дворецький
- Оператор:  Володимир Чумак
- Композитор:  Андрій Петров
- Художник-постановник: Віктор Волін